# Kang Hye-won
Kang Hye-won (en hangul, 강혜원; Yangsan, 5 de julio de 1999), conocida por el monónimo Hyewon, es una cantante y actriz surcoreana. Es exmiembro del grupo de chicas surcoreano-japonés Iz*One, formado por CJ E&M a través del programa de televisión de competencia de telerrealidad de Mnet del 2018, Produce 48.

## Primeros años
Kang Hyewon nació en Yangsan, Gyeongsang del Sur, Corea del Sur, el 5 de julio de 1999. Asistió a la escuela secundaria Bokwang en Yangsan y luego se transfirió al Hanlim Multi Art School.

## Carrera

### 2018: Produce 48 y debut con Iz*One
El 2018, Hyewon participó en el programa de supervivencia Produce 48  de Mnet, representando a 8D Entertainment. Finalizó en el octavo lugar con 248,432 votos,  por lo que debutó como integrante de Iz*One el 29 de octubre de 2018 con el sencillo «La Vie en Rose».

### 2021–presente: Actividades en solitario, W y debut como actor
Después de que Iz*One concluyera oficialmente sus actividades el 29 de abril de 2021, Kang volvió a ser aprendiz de 8D Creative. El 21 de julio, se anunció que Kang haría su debut como actriz en la próxima tercera temporada de la serie web Best Mistake, interpretando al personaje Jin Se-hee. El 27 de julio, apareció en el videoclip de "Hobby" de Parc Jae-jung. En agosto, Kang fue confirmado como miembro del elenco del programa de variedades de MBC How A Family is Made.El 8 de diciembre se publicó un vídeo en su canal de YouTube en el que se anunciaba el próximo lanzamiento de un álbum especial de invierno, W. El 22 de diciembre lanzó el álbum con "Winter Poem" como sencillo principal.
El 9 de junio de 2022, Kang lanzó el sencillo "Like A Diamond", con Stella Jang.
El 6 de julio, Playlist Studio anunció a Kang como uno de los elencos de Seasons of Blossom, una adaptación webdrama del webtoon del mismo nombre. Kang interpretará el papel de Yoon Bo-mi.
En agosto de 2023, se reveló que Kang protagonizó una serie de Coupang Play, Boyhood, cuyo estreno está previsto para el 24 de noviembre de 2023.

## Filmografía

### Series de televisión
| Año  | Título                            | Papel         | Notas                     | Ref.          |
| ---- | --------------------------------- | ------------- | ------------------------- | ------------- |
| 2022 | Best Mistake 3                    | Jin Se-hee    | Serie web                 |               |
| 2022 | Seasons of Blossom                | Yoon Bo-mi    | Serie web                 |               |
| 2023 | Boyhood                           | Kang Seon-hwa | Serie web                 | [ 13 ] [ 14 ] |
| 2024 | The Player 2: Master of Swindlers | Mi-woo        | Aparición especial, ep. 2 | [ 15 ]        |
| 2025 | Friendly Rivalry                  | Joo Ye-ri     | Serie web                 | [ 16 ] [ 17 ] |
| 2025 | ¡Oh, mis clientes fantasmas!      | Lee Yeo-jin   |                           | [ 18 ]        |

## Premios y nominaciones
| Año  | Premios                        | Categoría               | Papel   | Resultado | Ref.   |
| ---- | ------------------------------ | ----------------------- | ------- | --------- | ------ |
| 2024 | Premios APAN Star              | Mejor actriz revelación | Boyhood | Nominada  |        |
| 2024 | Premios Brand Customer Loyalty | Mejor actriz revelación | —       | Ganadora  |        |
| 2024 | Premios Korea Drama            | Mejor actriz revelación | Boyhood | Ganadora  | [ 19 ] |